# 돈 오버도퍼
돈 오버도퍼(Don Oberdorfer, 1931년 ~ 2015년 7월 23일)는 미국 존스홉킨스 대학교 국제관계대학원 교수이자 한미관계연구소장이다.

## 약력
- 애틀랜타 출신
- 프린스턴 대학 졸업.
- 포병 장교로 한국전쟁 참전.
- 40년 동안 기자였으며, 그 중 25년을 워싱턴 포스트를 위해 일했다. 1991년과 1995년에는 방북 취재를 했다.
- 공익봉사에 대한 프린스턴대의 우드로윌슨상 등을 수상했다.
- 2008년 4월 16일 미국 평화 봉사단과 함께 밴 플리트상을 공동 수상하였다.
- 클린턴 전 미국 대통령으로부터 미군의 노근리 학살사건에 대한 미 국방부 자문위원 중 한사람으로 위촉됨.

## 저서
- Tet, 1971년 = 월남전 관련
- The Turn, 1991년 = 미.소간 냉전외교 관련
- The Two Koreas, 1997년 = 한국의 근현대사 관련